# Дайц, Иосиф Абрамович
Иосиф Абрамович Дайц ( 4 (16) августа 1897, Геническ, Мелитопольского уезда Таврической губернии — 29 декабря 1954, Харьков) — украинский советский график, живописец, иллюстратор, педагог, профессор (1947).

## Биография
Художественное образование получил в рисовальной школе в Вильнюсе (1912) и Харьковском художественном институте (1921—1929). Ученик Михаила Шаронова, Ивана Падалки и Алексея Маренкова.
С 1926 сотрудничал в украинском журнале «Безвірник», «Жовтень», «Червонi квитi» и др.
В 1929—1932 годах был членом Ассоциации революционного искусства Украины, Ассоциации современных художников Украины.
С 1938 года — член Харьковской организации Союза художников Украины.
В 1935—1954 преподавал в Харьковском художественном институте. С 1947 года — профессор Харьковского художественного института. В числе его известных учеников — народный художник Украины Анатолий Базилевич, Леонид Андриевский, Станислав Гонтар.
С 1927 года участвовал в республиканских, всесоюзных и международных выставках. Посмертная персональная выставка состоялась в Харькове в 1969 году.

## Творчество
Основные работы — в области книжной и станковой графики. Сотрудничал с издательствами Киева, Харькова, Одессы. Виртуозно владел графическими техниками, акварелью, рисунком — живописным, штриховым, академическим, имитированием гравюры. Много работал в технике карандашного рисунка, офорте, литографии. Для его книжной графики 1920-х гг. характерен лаконизм образного языка.
В 1930-е гг. обращался к сюжетным иллюстрациям, раскрывающих динамику событий и характеры героев в несколько экспрессивной манере.
В 1940—1950-е гг. занимался оформлением книг (преимущественно для детей), используя принципы станковой живописи и отечественной традиции конца XIX — начала XX веков.
Произведения отмечены совершенным рисунком, тонким нюансированием штриха. Ряд плакатов и портретов посвятил труду шахтёров Караганды, где он руководил графической мастерской, был художником редакций украинских издательств.
Работы хранятся в Национальном художественном музее, Харьковском, Днепропетровском, Одесском и Полтавском художественных музеях, Казахской картинной галерее (Алматы).

## Избранные работы
- «Отдых» (1936),
- «Окрестности Кисловодска» (1936),
- «Уголок парка» (1947),
- Серия «От Москвы до Харькова» (1943),
- серия литографий «Народ в войне» (1942—1946),
- Серия офортов «Восстановление» (1945—1947)

Иллюстрации к произведениям:
- Ефима Зозули («Исход», 1925),
- Александра Копыленко («Рождается город», 1934),
- Натана Рибака («Командарм Фрунзе», 1937),
- Владимира Владко («Аргонавты Вселенной», 1938),
- Анри Барбюса («Огонь», 1938),
- М. Брука «Миреле» (1939),
- Петра Панча («Осада ночи», 1951),
- Натальи Забилы (сказка «Волшебная платочек», 1946),
- Ханса Кристиана Андерсена (сказки, 1946),
- Проспера Мериме («Жакерия», 1936),
- Анри Барбюса («Огонь», 1936) и других.

станковые листы
- «Смерть Тараса Шевченко» (1935),
- «В ночь на 9 мая» (1945),

плакаты
- «Их дом сожгла орда врагов» и др.